# Hendrik V van Vaudémont
Hendrik V van Vaudémont ook bekend als Hendrik van Joinville (1327-1365) was van 1343 tot aan zijn dood heer van Joinville en van 1348 tot aan zijn dood graaf van Vaudémont. Hij behoorde tot het huis Joinville.

## Levensloop
Hendrik was de zoon van heer Anselm van Joinville, tevens maarschalk van Frankrijk, en Margaretha, dochter van graaf Hendrik III van Vaudémont. In 1343 erfde Hendrik van zijn vader de heerlijkheid Joinville. Omdat zijn oom Hendrik IV, mederegent van Vaudémont, in 1346 sneuvelde in de Slag bij Crécy, volgde hij in 1348 zijn grootvader Hendrik III op als graaf van Vaudémont.
In de Honderdjarige Oorlog streed Hendrik actief mee aan de Franse zijde. Na de Franse nederlaag in de Slag bij Poitiers werd hij in 1356 gevangengenomen door de Engelsen. Nadat hij zijn losgeld had betaald en vrijgelaten werd, nam Hendrik in 1358 deel aan het onderdrukken van de Jacquerie in Champagne. Ook voerde hij in 1362 een korte oorlog tegen hertog Jan I van Lotharingen.
In 1365 stierf Hendrik V. Omdat hij geen mannelijke nakomelingen had, gingen zijn domeinen naar zijn elfjarige dochter Margaretha.

## Huwelijk en nakomelingen
Hendrik huwde in 1347 met Maria, dochter van heer Jan I van Ligny. Ze kregen twee dochters:
- Margaretha (1354-1418), gravin van Vaudémont en vrouwe van Joinville, huwde in 1367 met Jan van Chalon, heer van Montaigu, in 1374 met graaf Peter van Genève en in 1393 met Ferry van Lotharingen, heer van Rumigny
- Alix (overleden in 1413), huwde met heer Theobald VII van Neufchâtel-Bourgogne